# Susanne Düllmann
Susanne Düllmann (* 29. Februar 1928 in Brieg, Niederschlesien; † 11. August 2013 in Berlin) war eine deutsche Schauspielerin.

## Leben
Susanne Düllmann  wurde als klassische Tänzerin ausgebildet. Nach Kriegsende war sie als solche  in Chemnitz engagiert, ehe sie an die Komische Oper Berlin zu Walter Felsenstein wechselte, der sie erstmals mit einer Sprechrolle sowie auch als Sängerin besetzte. Ab 1952 übernahm sie erste Filmrollen, etwa in Slatan Dudows „Frauenschicksale“. Der schauspielerischen Berufung entsprechend, verließ sie 1956 die Komische Oper, um zur Volksbühne Berlin zu gehen. Fritz Wisten hieß ihr erster Intendant am Rosa-Luxemburg-Platz, Frank Castorf ihr letzter. 
Ihr langjähriger Lebensgefährte und Kollege Jürgen Rothert schied im Jahr 2007 im Alter von 71 Jahren freiwillig aus dem Leben.
Sie starb 85-jährig am 11. August 2013 und wurde auf dem Georgen-Parochial-Friedhof II als Susanne Seige-Düllmann beigesetzt.

## Filmografie
- 1952: Frauenschicksale
- 1952: Karriere in Paris
- 1953: Das kleine und das große Glück
- 1954: Gefährliche Fracht
- 1956: Damals in Paris
- 1957: Das Stacheltier  – Alma und die Männer
- 1968: Ich war neunzehn
- 1970: He, Du!
- 1975: Die Wildente (Theateraufzeichnung)
- 1996: Die Vergebung

## Fernsehen
- 1958: Der Mörder bin ich (Fernsehspiel)
- 1960: Draußen vor der Tür (Schauspiel)
- 1969: Aufruhr im Kollegium (Fernsehfilm)
- 1961: Das Schiff auf der Donau (Schauspiel)
- 1963: Der Neue, Teil I (Fernsehfilm)
- 1963: Tür an Tür (Fernsehspiel)
- 1964: Der Neue, Teil II (Fernsehfilm)
- 1964: Sommer in Heidkau (Fernsehspiel)
- 1965: Die Himmelfahrt der Galgentoni (Fernsehfilm)
- 1966: Justizmord in Ebersfeld (Pitaval)
- 1971: Frühling 46 (Fernsehfilm)
- 1972: Der Fall Deckers (Pitaval)
- 1972: Der Staatsanwalt hat das Wort: Der Anruf kam zu spät (Fernsehreihe)
- 1973: Den Wolken ein Stück näher (Fernsehfilm – 2 Teile)
- 1973: Eva und Adam oder Drum prüfe! (Fernsehfilm, 4. Teil)
- 1974: Der Staatsanwalt hat das Wort: Schwester Martina
- 1974: Aber Vati! (Mini-Serie)
- 1978: Rentner haben niemals Zeit (Serie)
- 1978: Polizeiruf 110: Die letzte Chance (Fernsehreihe)
- 1978: Der Fall Brian O’Hara (Fernsehfilm)
- 1978: Polizeiruf 110: Trüffeljagd
- 1980/1990: Der Staatsanwalt hat das Wort: Risiko (Fernsehreihe)
- 1981: Polizeiruf 110: Harmloser Anfang
- 1983: Antrag auf Adoption (Fernsehfilm)
- 1984: Der Fall Magdalena Eigner (Fernsehfilm)
- 1985: Polizeiruf 110: Ein Schritt zu weit
- 1986: Zahn um Zahn (Serie, 12 Folgen)
- 1986: Neumanns Geschichten (Serie)
- 1986  Schauspielereien Folge: Der ehrliche Finder (Serie)
- 1986: Der Staatsanwalt hat das Wort: Klavier gesucht
- 1987: Der Staatsanwalt hat das Wort: Teuer bezahlt
- 1987: Verzeihung – wie kommen Sie in mein Bett? (Fernsehfilm)
- 1988: Eine Magdeburger Geschichte (Fernsehfilm)
- 1988: Bereitschaft Dr. Federau Folge: Kuranwendungen (Serie)
- 1990–1991: Spreewaldfamilie (Serie, 7 Folgen)
- 1994: Die Vergebung (Fernsehfilm)
- 1996: Tatort: Wer nicht schweigt, muß sterben (Fernsehreihe)

## Theater
- 1951: Pariser Leben (Komische Oper Berlin)
- 1956: William Shakespeare: Ein Sommernachtstraum (Elfe) – Regie: Fritz Wisten (Volksbühne Berlin)
- 1956: Harlekin und Columbine (Volksbühne Berlin – Theater im III.Stock)
- 1957: Franz und Paul von Schönthan: Der Raub der Sabinerinnen (Gollwitz-Tochter) – Regie: Rochus Gliese (Volksbühne Berlin)
- 1957: Leo Tolstoi: Die Macht der Finsternis – Regie: Fritz Wisten (Volksbühne Berlin)
- 1957: Das Bad – Lesung  (Volksbühne Berlin – Theater im III.Stock)
- 1958: Martin Andersen Nexø: Die Leute auf Dangaard – Regie: Herbert Grünbaum (Volksbühne Berlin)
- 1958: Pavel Kohout: So eine Liebe (Lida Matys) – Regie: Otto Tausig (Volksbühne Berlin)
- 1959: Herbert Keller: Begegnung 1957 – Regie: Hagen Mueller-Stahl (Volksbühne Berlin – Theater im 3. Stock)
- 1959: Der Hauptmann von Köln (Volksbühne Berlin)
- 1959: Studenten – Lesung (Volksbühne Berlin – Theater im III.Stock)
- 1959: Hedda Zinner: Was wäre wenn … (Tochter Göpfert) – Regie: Otto Tausig (Volksbühne Berlin)
- 1960: Die Komödie der Irrungen (Volksbühne Berlin)
- 1961: Was ihr wollt (Volksbühne Berlin)
- 1961: Robert Adolf Stemmle/Erich Engel: Affäre Blum (Christina) – Regie: Hagen Mueller-Stahl (Volksbühne Berlin)
- 1962: Carlo Goldoni: Der Diener zweier Herren (Smeraldina) – Regie: ? (Volksbühne Berlin)
- 1964: Robert Planchon nach Alexandre Dumas der Ältere: Die drei Musketiere – Regie: Rudolf Vedral (Volksbühne Berlin)
- 1964: Katzengold (Volksbühne Berlin)
- 1965: Der Hund von Baskerville (Volksbühne Berlin)
- 1965: Peter Hacks: Moritz Tassow (Aristokratennutte) – Regie: Benno Besson (Volksbühne Berlin)
- 1966: Jeanne oder Die Lerche (Volksbühne Berlin)
- 1967: Georg Kaiser: Nebeneinander – Regie: Wolf-Dieter Panse (Volksbühne Berlin)
- 1967: Barbara (Volksbühne Berlin – Theater im III. Stock)
- 1969: Horizonte (Volksbühne Berlin)
- 1970: Bertolt Brecht: Der gute Mensch von Sezuan (Witwe Shin) – Regie: Benno Besson (Volksbühne Berlin)
- 1970: Fisch zu viert (Volksbühne Berlin – Theater im III. Stock)
- 1972: Die schöne Helena (Volksbühne Berlin)
- 1973: Die Wildente (Volksbühne Berlin)
- 1974: Francisco Pereira da Silva: Speckhut (Hure) - Regie: Manfred Karge/Matthias Langhoff (Volksbühne Berlin)
- 1974: Christoph Hein: Schlötel oder Was solls – Regie: Manfred Karge/Matthias Langhoff (Volksbühne Berlin)
- 1974: Villa Matuschek oder die quälenden Wände (Volksbühne Berlin – Grüner Salon)
- 1974: István Örkény: Katzenspiel (Giza) – Regie: Brigitte Soubeyran (Volksbühne Berlin)
- 1975: Die Schlacht. Szenen aus Deutschland (Volksbühne Berlin)
- 1975: Schönes grünes Vögelchen (Volksbühne Berlin)
- 1976: Die Bauern  (Volksbühne Berlin)
- 1977: Die tragische Geschichte von Hamlet, Prinz von Dänemark (Volksbühne Berlin)
- 1979: Ende gut, alles gut (Volksbühne Berlin)
- 1980: Euripides: Die Frauen von Troja (Andromache) – Regie: Berndt Renne (Volksbühne Berlin – Theater im III. Stock)
- 1980: Ivan Radoev: Die Menschenfresserin – Regie: Fritz Bornemann (Volksbühne Berlin)
- 1981: Berlin Alexanderplatz (Volksbühne Berlin)
- 1982: Koritke (Volksbühne Berlin)
- 1982: Macbeth (Volksbühne Berlin)
- 1982: Das sogenannte Privatleben (Volksbühne Berlin – 3. Stock)
- 1983: Der Klatsch (Volksbühne Berlin)
- 1985: Die Ratten (Volksbühne Berlin)
- 1987: Kleiner Mann – was nun? (Volksbühne Berlin)
- 1987: Optimistische Tragödie (Volksbühne Berlin)
- 1988: Außenseiterkonferenz (Theater im Palast)
- 1988: Das trunkene Schiff (Volksbühne Berlin – 3. Stock)
- 1989: Hamlet (Volksbühne Berlin)
- 1989: Auf Dornentreppen: Ein Gespräch (Volksbühne Berlin – 3. Stock)
- 1989: Michail Bulgakow: Hundeherz (Hausangestellte Sina) – Regie: Horst Hawemann (Volksbühne Berlin)
- 1989: Zeit der Wölfe (Volksbühne Berlin)
- 1989: Ein Tag: Russisch-Sowjetische Dichter – Lesung (Volksbühne Berlin – 3. Stock)
- 1990: Gilgamesch/Gott/Mensch/Trümmerbericht (Volksbühne Berlin - Hinterbühne)
- 1991: Anton Tschechow: Auf der großen Straße (Mascha) – Regie: Horst Hawemann (Volksbühne Berlin)
- 1991: Der Menschenfeind (Volksbühne Berlin)
- 1992: Rheinische Rebellen (Volksbühne Berlin)
- 1993: Murx den Europäer! Murx ihn! Murx ihn! Murx ihn! Murx ihn ab! (Volksbühne Berlin)
- 1993: Alkestis / Euripides (Volksbühne Berlin)
- 1993: Othello (Volksbühne Berlin)
- 1993: Die rausfallenden Weiber (Volksbühne Berlin)
- 1993: Sturm (Volksbühne Berlin)
- 1994: Der Eindringling – Ein Jubiläumskonzert in zwei Aufzügen (Volksbühne Berlin)
- 1995: Hinkemann (Volksbühne Berlin)
- 1995: Die Nibelungen Teil I und Teil II (Volksbühne Berlin)
- 1995: Fehler des Todes (Volksbühne Berlin - Prater)
- 1996: Straße der Besten (Volksbühne Berlin)
- 1997: Einsame Menschen (Volksbühne Berlin)
- 1998: Pariser Leben (Volksbühne Berlin)
- 1999: Der gestohlene Gott (Volksbühne Berlin)
- 2000: Der Vater (Volksbühne Berlin – 3. Stock)
- 2000: Elementarteilchen (Volksbühne Berlin)
- 2000: Baal (Volksbühne Berlin)
- 2000: Zur schönen Aussicht (Schauspielhaus Zürich)
- 2000: Pierrot Lunaire (Schauspielhaus Zürich)
- 2001: Erniedrigte und Beleidigte (Volksbühne Berlin)
- 2001: Die zehn Gebote (Volksbühne Berlin)
- 2003: Lieber nicht. Eine Ausdünnung (Volksbühne Berlin)
- 2005: Der Marterpfahl (Volksbühne Berlin)
- 2005: Groß und klein (Volksbühne Berlin)
- 2005: Die Fruchtfliege (Volksbühne Berlin)
- 2006: Geschichten aus dem Wiener Wald (Volksbühne Berlin)

## Auszeichnungen
- 1996: Staatsschauspielerin (Berlin)